# Olschanyzja
Olschanyzja (ukrainisch Ольшаниця; russisch Ольшаница Olschaniza, polnisch Olszanycia) ist ein Dorf im Süden der ukrainischen Oblast Kiew mit etwa 2400 Einwohnern (2024).

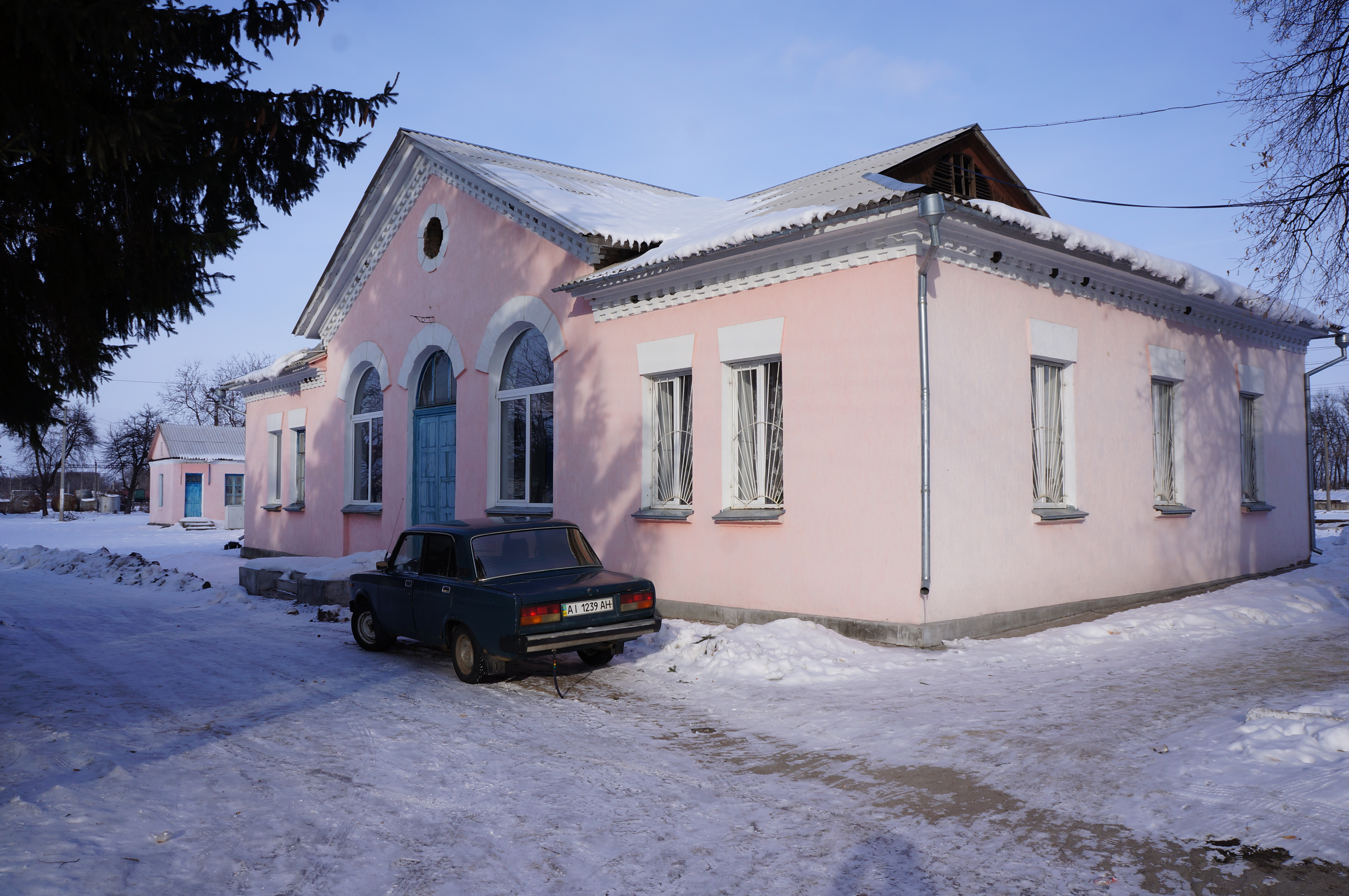
Bahnhof im Ort

Olschanyzja liegt auf einer Höhe von 138 m am Ufer der Horochuwatka (Горохуватка), einem 53 km langen, linken Nebenfluss des Ros, 12 km östlich vom ehemaligen Rajonzentrum Rokytne und 107 km südlich der Hauptstadt Kiew.
Im Dorf kreuzen sich die Territorialstraßen T–10–17 und T–10–21. Durch die Ortschaft verläuft die Bahnstrecke Fastiw–Myroniwka, an der das Dorf einen Bahnhof besitzt.
Am 12. Juni 2020 wurde das Dorf ein Teil der neugegründeten Siedlungsgemeinde Rokytne, bis dahin bildete es die gleichnamige Landratsgemeinde Olschanyzja (Ольшаницька сільська рада/Olschanyzka silska rada) im Osten des Rajons Rokytne.
Am 17. Juli 2020 kam es im Zuge einer großen Rajonsreform zum Anschluss des Rajonsgebietes an den Rajon Bila Zerkwa.

## Geschichte
Bei dem 1115 erstmals schriftlich erwähnten Dorf fand am 27. Januar 1527 die Schlacht bei Olschaniza (russisch: Битва под Ольшаницей) statt. Die Schlacht endete für die vereinigte russisch-litauische Armee unter der Führung des Großhetman von Litauen Konstantin Ostroschski in einem der größten Siege über das Krimkhanat.

## Söhne und Töchter der Ortschaft
- Pawlo Komendant (Павло Іванович Комендант; 1892–1960), sowjetisch-ukrainischer Verleger und Prosaautor
- Iwan Lohwynenko (Іван Михайлович Логвиненко; 1922–2004), ukrainischer Schriftsteller
- Taras Tschuchlib (Тарас Васильович Чухліб; * 1966), ukrainischer Historiker